# Alan Taylor
Alan Taylor (* kolem 1959) je americký televizní a filmový režisér, producent a scenárista.

## Mládí
Taylor strávil svá teenagerská léta v Ottawě, kde absolvoval střední školu Lisgar Collegiate Institute.

## Kariéra
Taylor je spjatý s televizní tvorbou, režíroval epizody různých seriálů pro volně dostupné, tak i kabelové stanice. Kromě toho natočil pět celovečerních filmů.
Pro HBO začal pracovat v roce 2004 na dramatickém seriálu Deadwood, pro niž zrežíroval epizodu „Here Was a Man“ a o rok později díl „Requiem for a Glee“. Natočil také pilotní epizody seriálů Šílenci z Manhattanu a Znuděný k smrti.
Pro Hru o trůny režíroval dvě epizody z první řady a čtyři díly z druhé řady.

## Režijní filmografie
- 1995 – Palookaville
- 2001 – Císařovy nové šaty
- 2003 – Kill the Poor
- 2013 – Thor: Temný svět
- 2015 – Terminátor Genisys